# Dolly Parton
Dolly Rebecca Parton (Sevierville, Tennessee, 19. siječnja 1946.) je američka country pjevačica, autorica brojnih pjesama, kompozitorica, spisateljica, glumica i filantropkinja.
Wall Street Journal ju je uvrstio među 50 najmoćnijih žena u showu businessu, a koliko je uspješna vidi se i po tome što je, zahvaljujući i prihodima iz vlastitog zabavnog parka Dollywood, njezino bogatstvo procijenjeno na 500 milijuna dolara. Dolly Parton je također vlasnica radijske postaje, filmske tvrtke, modne kuće te lanca restorana i zabavnih klubova Dixie Stampede.
2006. godine je, zajedno s redateljem Stevenom Spielbergom, soul pjevačem Smokeyem Robinsonom, skladateljem Andrewom Lloydom Weberom i dirigentom Zubinom Mehtom, dobila najveće američko priznanje za umjetničke zasluge - nagradu Centra Kennedy. Dolly Parton je nagradu proslavila u svom stilu: darovala je pola milijuna dolara bolnici u gradiću Seviervilleu u Tennesseeju, iz kojeg je i otišla u svijet.

## Rani život
Dolly Rebecca Parton rođena je 19. siječnja 1946. u okrugu Sevier, na planini Smokehouse u Tennesseeju. Njezina majka Avie Lee Owens udala se s 15 godina za siromašnog farmera Roberta Leeja Partona i do 35. godine rodila dvanaestero djece. Obitelj je bila toliko siromašna da je Dolly Parton od malena sanjala kako će jednom biti sita, slavna i bogata. Ujak, koji je uvidio da je talentirana za glazbu, pomogao joj je da se pojavi na lokalnoj televiziji kad joj je bilo 12 godina, a nešto kasnije i da snimi prvi singl. Nakon što je završila srednju školu, Dolly Parton se 1964. uputila u Nashville, prijestolnicu country-glazbe.
Kad je nakon nekog vremena dobila posao da piše pjesme za druge izvođače, uz malu tjednu plaću, još nije imala novca za normalan život, pa je odlazila u motele i ondje tražila ostatke hrane koje drugi gosti nisu pojeli.
Iste godine je u praonici susrela Carla Deana, samozatajnog i sramežljivog malog građevinskog poduzetnika, za kojeg se udala 1966. U proteklih 40 godina braka Dean se nijednom nije s njom pojavio na nekoj premijeri ili koncertu, no unatoč glasinama koje su je povezivale s mnogim drugim muškarcima - a i ženama - njihov brak je opstao do danas.
Govorkalo se, na primjer, da je bila u vezi s glumcima Burtom Reynoldsom, Jamesom Woodsom i Sylvesterom Stalloneom, no Dolly Parton se nikada nije obazirala na te glasine. Kad ju je prije nekoliko godina Blaise Tosti, koautor nekih njezinih pjesama, optužio da ga je zavela kad mu je bilo samo 13 godina (njoj je tada bilo 20), te da je njihova tajna veza trajala 19 godina, morala je reagirati.

## Stil
Dolly Parton i dalje dobro izgleda, zahvaljujući i brojnim plastičnim operacijama, što, uostalom, nikada nije skrivala. Prije nekoliko godina umetci su joj počeli stvarati zdravstvene probleme, no onda ne želi promijeniti svoj imidž umjetne plavuše prenaglašenih oblina, u čemu joj je uzor bila, stoje mnogo puta priznala, prostitutka iz susjedstva, koju je obožavala kao djevojčica.
Zna li se to, nije čudno stoje toliko popularna kod drag kraljica, a niti da je prva klonirana ovca, Dolly, prozvana upravo po njoj. A opet, upravo ta prenaglašena ženstvenost bila joj je na neki način najbolja maska kojom je u konzervativnoj industriji country glazbe prikrila netipičnu snagu i odlučnost.
Potrebno je mnogo novca da bih izgledala ovako jeftino - jedan je do njezinih klasičnih ironičnih opisa vlastitog izgleda kakve možemo naći u zabavnoj autobiografiji "Dolly: moj život i drugi nedovršeni poslovi" objavljenoj 1994. godine.
Moj život temelji se na vrlo ozbiljnoj stvari - želji djevojke sa sela da bude glamurozna. Moji su bili siromašni i ništa nismo imali, no oduvijek sam željela biti seksi, čak i mnogo prije nego što sam shvatila što ta riječ zapravo znači. U časopisima su mi se uvijek najviše sviđale žene za koje su u mojem kraju govorili da imaju kurvinski izgled, no meni su one bile doista lijepe, mnogo ljepše od prosječnih žena. Sve je kod njih bilo prenaglašeno: frizure, šminka... Nikada nisam bila prirodno lijepa i zato sam, poput tih žena, odlučila sve na sebi naglasiti do maksimuma. Kosa mi nije lijepa, pa zato oduvijek nosim perike, vrlo sam niska i zato hodam na visokim potpeticama. Izgledam kao da uopće nemam ukusa, ali se ljudima to na neki način sviđalo ili im jednostavno nije smetalo - opisala se u jednom od intervjua koji je dala posljednjih godina.
Dolly Parton nema, poput većine drugih glazbenika, tipičan, najamnički ugovor s diskografskom kućom, nego sama plaća sve troškove snimanja, a onda gotove snimke iznajmljuje izdavaču Sugar Hillu. Ta je kuća objavila i njezine posljednje bluegrass albume, na kojima se vraća svojim korijenima, bluegrass glazbi.

## Kontroverze
Dugo se govorkalo i o njezinoj vezi sa školskom prijateljicom i dugogodišnjom tajnicom, crvenokosom Judy Ogle. Sama Dolly Parton je otkrila kako Judy i ona ponekad spavaju u istom krevetu, čak i kad je njezin suprug kod kuće, no kasnije je to objasnila time što su one najbolje prijateljice još od trećeg razreda srednje škole, ali da u njihovom odnosu nema - niti je ikada bilo - seksa.
Godine 2004. Carl Dean je čak zaprijetio da će je ostaviti ako na njihovu godišnjicu braka pozove Judy Ogle, kao što je bila najavila. Izgleda da ga je ipak poslušala jer su još zajedno.
Dolly Parton je poznata kao veliki borac za prava LGBT osoba - iako velik dio njezine publike gaji konzervativne stavove. Dapače, neke njezine pjesme hrabro su promicale prava LGBT zajednice.

## Veza s Porterom Wagonerom
I na samom početku karijere, 1967., kad je privukla pažnju country-zvijezde Portera Wagonera, koji ju je pozvao da pjeva s njim i nastupa u njegovom televizijskom showu, govorkalo se da među njima ima nešto više od poslovne suradnje. Iako su joj tada bile samo 24 godine i iako je prvi put bila u velikom gradu, nije se osjećala bespomoćnom.
Ipak, kad je 1974. napustila Wagonera, pa ju je ovaj tužio zbog neispunjavanja nekih ugovornih obveza, a uz to se među prijateljima hvalio kako je spavao s njom, to joj je teško palo. Ali ne zbog glasina, nego zato što joj je bilo stalo do Wagonera - iako je njihova veza bila samo platonska. 
U autobiografiji je priznala da je svoj najveći hit, pjesmu "I Will Always Love You", posvetila upravo vezi s Wagonerom. Mnogo lakše se, ipak, obračunala sa zlim glasinama. Kad se druga velika pjevačica countryja, Tammy Wynette, koja je također nastupala s Wagonerom, uplašila da će se on hvaliti da je spavao i s njom, kao što je to obično radio kada je riječ o njegovim ženskim partnericama, Dolly Parton joj je rekla neka se ne obazire na glasine.
Bilo je to vrijeme jačanja svijesti o ženskoj neovisnosti, pa je iz tog razdoblja i njezin hit "Just Because I'm A Woman" u kojem žena suprugu priznaje da je imala seksualnu prošlost i prije ulaska u brak.
Zanimljivo, ne tako davno neke su američke radiostanice odbile puštati njezine pjesme "PMS Blues" i "The Eagle When She Flies" proglasivši ih previše liberalnima.
Ni takvi iskoraci nisu joj smanjili popularnost. Nakon što je pjesmama kao što su "Jolene" i "Coat Of Many Colors" osvojila country ljestvice, Dolly Parton je potkraj 1970-ih odlučila osvojiti i širu publiku, što joj je uspjelo već 1977. kad je njezin hit "Here I Go Again" zauzeo treće mjesto Billboardove ljestvice. Kako je postajala sve uspješnija, Dolly Parton se nije uljuljkivala u samozadovoljstvu. I dalje je predano radila, stalno šireći svoje carstvo. Pokrenula je svoj časopis, otvarala restorane i klubove, radijske postaje te osnovala zabavni park Dollywood u rodnom Tennesseeju koji je postao najveća turistička atrakcija te američke države.
Dolly Parton sad ima pet kuća, ali u njima, usprkos svom bogatstvu, ne drži poslugu jer joj njezina radnička prošlost ne dopušta da se tako odnosi prema ljudima. Njezin radni dan počinje u tri ujutro, a završava kasno u noći. Kako bi uvijek mogla raditi, posvuda nosi diktafon i CD-player, jer stalno bilježi, zapisuje i preslušava snimke.

## Filmska karijera
Osim što je najuspješnija country pjevačica, Dolly Parton je i odlična glumica: 1980. je s Jane Fonda i Lily Tomlin glumila u I filmu "Nine To Five" (Od devet do pet), u kojem se tri tajnice osvećuju seksi stičkom šefu. Dolly Parton za film napisala i otpjevala naslovnu pjesmu za koju je bila nominirana za Oscara. Uslijedili su filmovi "Steel Magnolias" ("Čelične magnolije"), 'The Best Little Whorehouse In Texas" (Najbolja mala javna kuća u Texasu") i "Rhinestone", a iako ti filmovi nisu postigli veliki uspjeh, kritičari su uvijek isticali daje dobra glumica.
Na snimanju filma "Rhinestone" Dolly Parton se sprijateljila sa Sylvesterom Stalonneom, koji joj je pomogao da se izliječi od teške depresije u koju je upala sredinom osamdesetih godina prošlog stoljeća.
U 36. godini se, naime, morala podvrgnuti djelomičnoj histeroktomiji, nakon koje su joj liječnici kazali da više nikada moći imati djece. Osim kon operacije se počela naglo debljati, pa joj se činilo da joj se cijeli svijet prevrnuo naglavce. Tih godina čak je počela razmišljati o samoubojstvu.
No, Stallone, s kojim se tada intenzivno družila, nije joj dopustio da potone u samosažaljenje, nego joj je pomogao da se izvuče iz depresije i da se s novim žarom vrati snimanju ploča. 
I stoga, Dolly Parton i dalje redovito snima ploče koje se dobro prodaju, a neke od njih čak su jednako dobre kao i one kojima se proslavila na početku sedamdesetih, stalno širi svoje poslovno carstvo i ni na koji način ne daje naslutiti da razmišlja o mirovini.
Dolly Parton nikada nije imala djece, ali je sa suprugom Carlom Deanom, vlasnikom tvrtke za asfaltiranje, odgojila šestero rođaka. Osim toga, financijski podupire više od stotinu druge rodbine te vodi zakladu Dollywood koja pomaže nadarene siromašne učenike.